# 湯布院町中川
湯布院町中川（ゆふいんちょうなかがわ）とは、大分県由布市内の大字。郵便番号は879-5104。

## 地理
由布市の西部に位置する。大分川の左岸、湯布院盆地の南端にあたる。湯布院町川西、湯布院町川北、湯布院町川南、湯布院町川上、湯布院町下湯平、庄内町平石と接する。

## 歴史
- 1889年4月1日 - 町村制の施行により、南由布村が発足。（速見郡南由布村）
- 1936年4月1日 - 北由布村・南由布村が合併し、由布院村が成立。（速見郡由布院村）
- 1947年1月1日 -  町制施行により速見郡由布院町が成立。（速見郡由布院町）
- 1950年1月1日 - 由布院町が速見郡から大分郡に所属変更。（大分郡由布院町）
- 1955年1月1日 - 由布院町と湯平村が合併し、湯布院町が成立。（大分郡湯布院町大字中川）
- 2005年10月1日 - 挾間町・庄内町・湯布院町で新設合併、市政施行で由布市が成立。大字表記および、小字、番地の「の」が廃止される。（由布市湯布院町中川）[3]。

## 小・中学校の学区
市立小・中学校に通う場合、学区は以下の通りとなる。
| 町名                           | 小学校               | 中学校               |
| ------------------------------ | -------------------- | -------------------- |
| 湯布院町中川（下依地区を除く） | 由布市立由布院小学校 | 由布市立湯布院中学校 |
| 湯布院町中川（下依地区）       | 由布市立川西小学校   | 由布市立湯布院中学校 |

## 交通

### 鉄道
JR久大本線が通過する。南由布駅が設置されている。

### バス

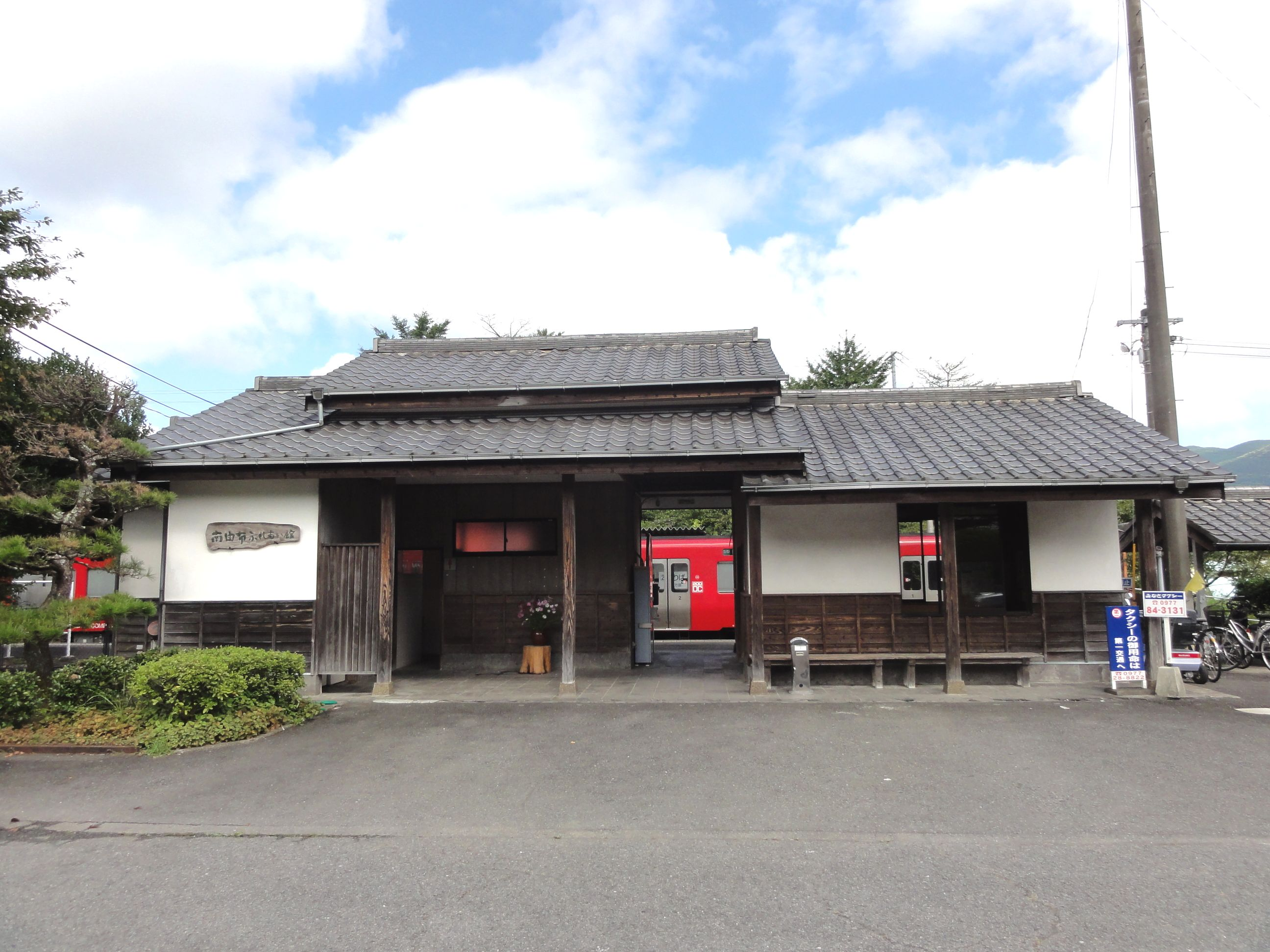
南由布駅

由布市が運営するコミュニティバスが運行されている。

### 道路
- 国道210号
- 大分県道・熊本県道11号別府一の宮線

## 施設
- 南由布駅
- 南由布郵便局
- 川西公民館
- 下依公民館